# Distretto di Derry e Strabane
Il distretto di Derry e Strabane è uno dei distretti dell'Irlanda del Nord, nel Regno Unito. 
È stato creato nell'ambito della riforma amministrativa entrata in vigore nell'aprile del 2015 unendo i territori dei distretti di Derry e quello di Strabane.
Ai fini dell'elezione della Camera dei Comuni del Regno Unito, il territorio è compreso nel collegio di Foyle.